# DN24B
DN24B este un drum național din România, care pornește din DN24 din localitatea Crasna, trece prin Huși și se termină la punctul de trecere a frontierei de la Albița, unde drumul european E581, din care face parte, trece granița în Republica Moldova.